# Uno-X Mobility (vrouwenwielerploeg)
Uno-X Pro Cycling Team (UCI-teamcode: UXT) is een Noorse wielerploeg voor vrouwen, die met ingang van 2022 deel uitmaakt van het peloton. Het is de vrouwenploeg van Uno-X Pro Cycling Team voor mannen. De ploeg komt vanaf de start in 2022 uit op het hoogste niveau, de UCI Women's World Tour.

## Renners

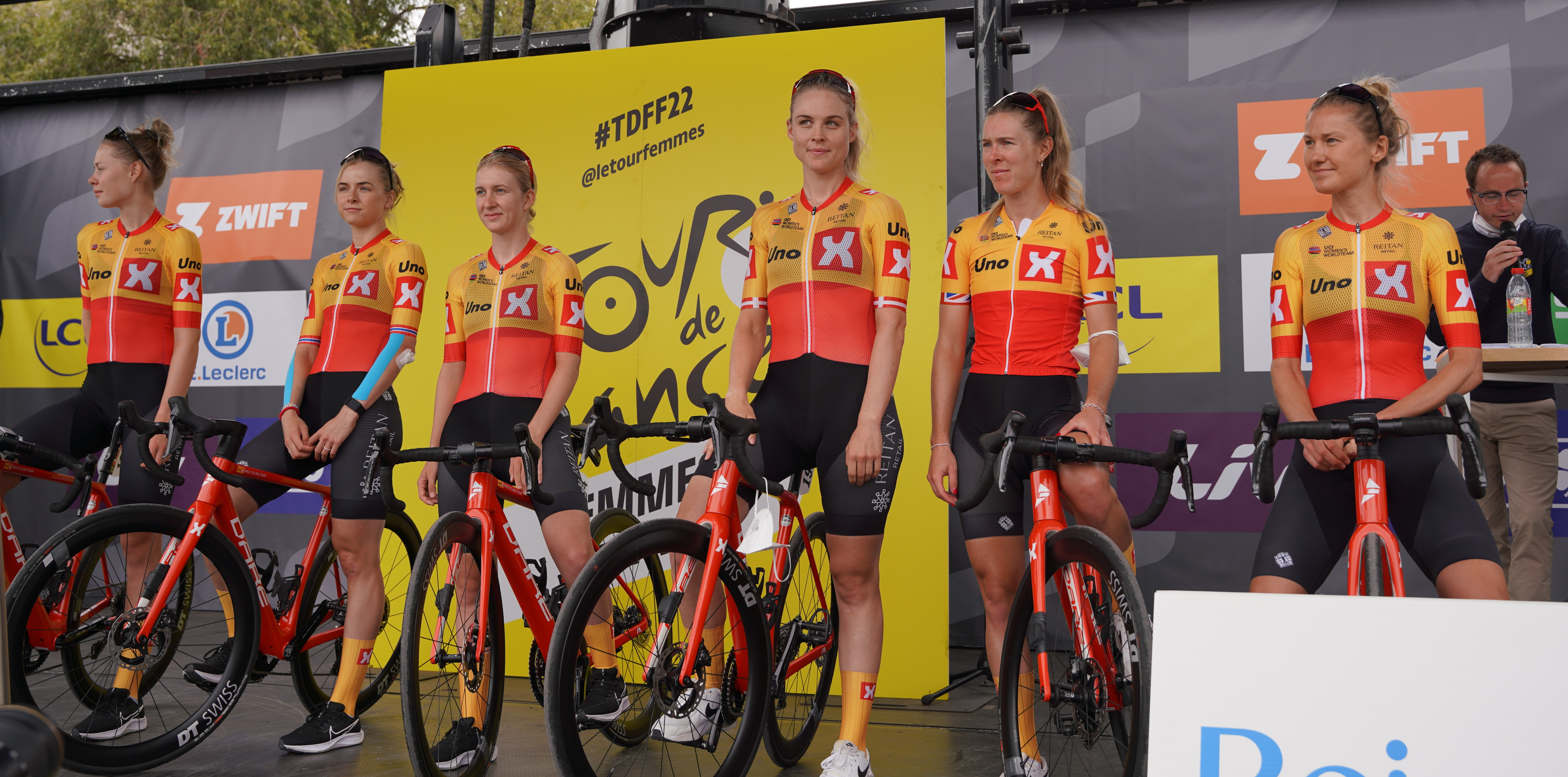
De ploeg in de Tour de France Femmes 2022.

### 2023
| Naam                      | Geboortedatum | Nationaliteit       | Ploeg 2022       |
| ------------------------- | ------------- | ------------------- | ---------------- |
| Anniina Ahtosalo          | 27-08-2003    | Finland             |                  |
| Susanne Andersen          | 23-07-1998    | Noorwegen           |                  |
| Elinor Barker             | 07-09-1994    | Verenigd Koninkrijk |                  |
| Hannah Barnes             | 04-05-1993    | Verenigd Koninkrijk |                  |
| Maria Giulia Confalonieri | 30-03-1993    | Italië              | Ceratizit-WNT    |
| Amalie Dideriksen         | 24-05-1996    | Denemarken          | Trek-Segafredo   |
| Marte Berg Edseth         | 06-10-1998    | Noorwegen           |                  |
| Rebecca Koerner           | 22-09-2000    | Denemarken          |                  |
| Anouska Koster            | 20-08-1993    | Nederland           | Team Jumbo-Visma |
| Julie Leth                | 13-07-1992    | Denemarken          |                  |
| Joscelin Lowden           | 03-10-1987    | Verenigd Koninkrijk |                  |
| Hannah Ludwig             | 15-02-2000    | Duitsland           |                  |
| Amalie Lutro              | 15-03-2000    | Noorwegen           |                  |
| Wilma Olausson            | 09-04-2001    | Zweden              |                  |
| Mie Bjørndal Ottestad     | 17-07-1997    | Noorwegen           |                  |
| Anne Dorthe Ysland        | 09-04-2002    | Noorwegen           |                  |

### 2022
| Naam                  | Geboortedatum | Nationaliteit       | Vorige ploeg                    |
| --------------------- | ------------- | ------------------- | ------------------------------- |
| Anniina Ahtosalo      | 27-08-2003    | Finland             | Team Rytger                     |
| Susanne Andersen      | 23-07-1998    | Noorwegen           | Team DSM                        |
| Elinor Barker         | 07-09-1994    | Verenigd Koninkrijk | Drops-Le Col                    |
| Hannah Barnes         | 04-05-1993    | Verenigd Koninkrijk | Canyon-SRAM                     |
| Rebecca Koerner       | 22-09-2000    | Denemarken          | ABC Dame Elite                  |
| Julie Leth            | 13-07-1992    | Denemarken          | Ceratizit-WNT                   |
| Joscelin Lowden       | 03-10-1987    | Verenigd Koninkrijk | Drops-Le Col                    |
| Hannah Ludwig         | 15-02-2000    | Duitsland           | Canyon-SRAM                     |
| Amalie Lutro          | 15-03-2000    | Noorwegen           | Coop-Hitec Products             |
| Wilma Olausson        | 09-04-2001    | Zweden              | Team DSM                        |
| Mie Bjørndal Ottestad | 17-07-1997    | Noorwegen           | Andy Schleck-CP NVST-Immo Losch |
| Anne Dorthe Ysland    | 09-04-2002    | Noorwegen           | Coop-Hitec Products             |

## Jaarpagina's
Mannen: 2020 · 2021 · 2022 · 2023 · 2024 · 2025
Vrouwen: 2022 · 2023 · 2024 · 2025
Ahtosalo · Andersen  · Barker  · Barnes  · Koerner  · Leth  · Lowden  · Ludwig  · Lutro  · Olausson  · Bjørndal Ottestad · Ysland
Ahtosalo · Andersen · Barker · Barnes · Confalonieri · Dideriksen · Berg Edseth · Koerner · Koster · Leth · Lowden · Ludwig · Lutro · Olausson · Bjørndal Ottestad · Ysland
Aalerud · Ahtosalo · Andersen · Anderson · Barker · Beekhuis · Berg Edseth · Boilard · Confalonieri · Dideriksen · Koerner · Koster · Leth · Lowden · Olausson · Bjørndal Ottestad · Ysland
Aalerud · Aasebø · Ahtosalo · Andersen · Anderson · Barker · Beekhuis · Berg Edseth · Boilard · Confalonieri · Gåskjenn · Gjertsen · Greve · Koerner · Koster · Bjørndal Ottestad · Ysland · Zanetti